# Der Untergang
Der Untergang is een Duitse oorlogsfilm uit 2004 onder regie van Oliver Hirschbiegel. De film toont de laatste tien dagen van Adolf Hitler, gezien door de ogen van Traudl Junge, zijn persoonlijke secretaresse.
De buitenopnamen werden gedraaid in Sint-Petersburg (Rusland), omdat de binnenstad op die van het Berlijn van 1945 lijkt. De film werd genomineerd voor de Academy Award voor Beste Niet-Engelstalige film.

## Verhaal
Vijf jonge vrouwen worden in november 1942 naar Wolfsschanze, het hoofdkwartier van Adolf Hitler te Rastenburg, geëscorteerd voor een sollicitatie naar de vacature van secretaresse van de Führer. De 22-jarige Traudl Junge wordt geselecteerd en verricht vanaf dan de secretariële activiteiten voor de leider van het Derde Rijk.
In 1945 rukken de geallieerden steeds verder op in de strijd tegen Nazi-Duitsland. De Duitse troepen worden aan alle fronten tot op eigen grond teruggedrongen en de Duitse steden liggen door bombardementen in puin. Op 20 april, Hitlers 56ste verjaardag, geven de generaals Wilhelm Burgdorf en Karl Koller in de Führerbunker aan dat het Sovjetleger amper twaalf kilometer van het stadscentrum verwijderd is, maar Hitler wijst elke diplomatieke oplossing af en wil koste wat kost in Berlijn blijven. De Führer wil niet accepteren dat de instorting van het Derde Rijk met rasse schreden nadert.
Ernst-Günther Schenck, officier in dienst van de SS en arts in dienst van de Wehrmacht, weigert om in het kader van Operatie Clausewitz de hoofdstad te verlaten en is vastberaden om voor de zieken en hongerlijdenden te zorgen. SS-Brigadeführer Wilhelm Mohnke vraagt hem dan om alle beschikbare medische middelen naar de Rijkskanselarij te brengen. In het daartoe door Schenck bezochte vrijwel verlaten ziekenhuis stuit hij echter slechts op een kamer vol bejaarden en keert daarom onverrichter zake terug naar de Rijkskanselarij. Onderweg kunnen hij en zijn adjudant niet voorkomen dat twee oude mannen als deserteurs op straat worden doodgeschoten. In de bunker ziet Schenck hoe collega Werner Haase en diens assistente Erna Flegel zonder verdovende middelen een amputatie verrichten en biedt zijn hulp aan in de wanhopige situatie waarin medici en patiënten zich bevinden.
Ondanks de afkeuring van zijn ouders Wilhelm en Dorothee is de jongen Peter Kranz vastbesloten om in dienst van de Hitlerjugend bij te dragen aan de verdediging van het in zijn naïeve ogen machtige Duitsland. Na het uitschakelen van twee Russische tanks ontvangt de jongen een IJzeren Kruis uit handen van Hitler. In de hopeloze strijd tegen de Russische troepen plegen twee medestrijders van Peter, Inge Dombrowski en een andere soldaat zelfmoord. Peter overleeft als enige van zijn groep de verdediging van Berlijn.
In een discussie met zijn beste vriend Albert Speer, "architect van het Derde Rijk", bespreekt Hitler zijn tactiek van de verschroeide aarde, maar de Führer trekt zich weinig aan van Speers smeekbede om genade voor het Duitse volk. Speer verlaat onverrichter zake de bunker.
Eva Braun houdt voor de bunkerbewoners een feest in de Rijkskanselarij, maar de artillerie van het Sovjetleger maakt een vroegtijdig einde aan het festijn. In een vergadering met zijn generaals verneemt Hitler dat zijn leger niet voldoende mankracht kan mobiliseren om het tij te keren. Tegenover zijn hoogste generaals beschuldigt de Führer zijn Wehrmacht van sabotage vanaf de eerste dag, maar erkent het verlies van de oorlog, en geeft aan zelfmoord te prefereren boven overgave.
In de frontlinie ziet Wilhelm Mohnke hoe een groep burgervrijwilligers doelloos de dood tegemoet rent en verneemt dat ze als deelnemers aan de Volkssturm onder direct bevel van Joseph Goebbels staan. In de Rijkskanselarij gebiedt de Minister van Propaganda zijn vrouw Magda met zo weinig mogelijk spullen naar de bunker te gaan. Mohnke vertelt Goebbels dat de Volkssturm een makkelijke prooi voor de Russen vormt, maar Goebbels vindt dat het geloof in de overwinning het gebrek aan ervaring compenseert en dat zijn goedgelovige strijders hun lot volledig aan zichzelf te wijten hebben.
Adolf Hitler en Eva Braun zijn standvastig in hun zelfmoordwens en geven Traudl Junge en Gerda Christian een cyanidecapsule om – indien nodig – voor hetzelfde lot te kiezen. SS-Oberscharführer Rochus Misch ontvangt een telegram van Reichsmarschall Hermann Göring. Martin Bormann, leider van de Partijkanselarij van de NSDAP, leest het bericht voor waarin Göring, hoofd van de Luftwaffe, de Führer toestemming vraagt voor het bevel over het Duitse Rijk. Hitler zet Göring echter direct uit zijn functie en benoemt Generalfeldmarschall Robert von Greim, die hij in een meeting treft, tot nieuwe bevelhebber van de Luftwaffe. Ritter von Greim was namelijk kort ervoor samen met vliegenier Hanna Reitsch in Berlijn geland. Adjudant Heinz Linge vertelt de Führer dat Heinrich Himmler in het geheim met de geallieerden heeft overlegd in verband met een mogelijke overgave. Hitler wordt woest op zijn voormalige rechterhand en wijst onder meer Ritter von Greim en Reitsch aan als degenen die Himmler moeten straffen.
SS-Reichsarzt Ernst-Robert Grawitz vraagt Hitler toestemming om Berlijn, samen met zijn gezin te verlaten, maar Hitler weigert. De Führer beveelt Adjudant SS-Hauptsturmführer Otto Günsche op zoek te gaan naar SS-Gruppenführer Hermann Fegelein, maar Günsche kan hem niet vinden. De Militärpolizei treft Fegelein met zijn maîtresse in zijn appartement aan. Eva Braun probeert tevergeefs de executie van haar zwager te voorkomen. Fegelein wordt kort daarop standrechtelijk geëxecuteerd door de Militärpolizei.
Tijdens het diner trekt Grawitz de pinnen uit twee handgranaten om hiermee niet alleen zichzelf, maar ook zijn echtgenote, hun zoon en hun dochter op te blazen.
General Helmuth Weidling en SS-Brigadeführer Wilhelm Mohnke verklaren dat het Rode Leger aan alle zijden doorbreekt en de Wehrmacht nog slechts twee dagen weerstand zal kunnen bieden. Hitler probeert zijn officieren voor zijn vertrek gerust te stellen met een relaas waarmee hij zijn onderdanen nog meer over zijn gezond verstand in twijfel brengt.
Traudl Junge laat zich op 29 april Hitlers zowel persoonlijke als politieke testament dicteren. Hitler dwingt Joseph Goebbels voor de eerste keer een bevel van hogerhand te negeren wanneer de Führer hem gelast Berlijn te verlaten. Adolf Hitler en Eva Braun treden in het huwelijk om nadien samen zelfmoord te plegen, nadat de Führer zijn onderdanen verboden heeft de strijd op te geven. Adjudant SS-Hauptsturmführer Otto Günsche krijgt de opdracht hun lichamen te cremeren. Günsche verzamelt met SS-Sturmbannführer Erich Kempka en SS-Oberscharführer Rochus Misch liters benzine om de lichamen te verbranden. De hond Blondi wordt op het toilet met een capsule om het leven gebracht.
Joseph en Magda Goebbels willen hun zes kinderen niet laten opgroeien in een wereld zonder nationaalsocialisme. Met de hulp van dr. Ludwig Stumpfegger vergiftigt mevrouw Goebbels de kinderen in hun slaap, waarna Joseph en Magda zichzelf van het leven beroven. Generaals Hans Krebs en Wilhelm Burgdorf, alsmede Franz Schädle, commandant van Hitlers SS-begeleidingscommando, schieten zichzelf door het hoofd.
Op 2 mei draagt Helmuth Weidling de overlevenden van de bunker – onder wie Wilhelm Mohnke, Traudl Junge en Gerda Christian – op zich over te geven aan de Russische troepen. Hitlers diëtiste Constanze Manziarly verdwijnt spoorloos tijdens de ontsnappingspoging en wordt nooit meer gezien. Walter Hewel, staatssecretaris van Buitenlandse Zaken, pleegt zelfmoord met een gifcapsule bij de aankondiging van het staakt-het-vuren. Traudl Junge laat haar vriendin Gerda Christian achter, en baant zich samen met kindsoldaat Peter Kranz, wiens ouders zijn geëxecuteerd, een weg langs de Russische linies. Op de fiets ontsnapt het tweetal aan de Russen.

## Rollen
- Bruno Ganz - Adolf Hitler
- Juliane Köhler - Eva Braun
- Alexandra Maria Lara - Traudl Junge, secretaresse
- Marie Sarah Linke - Hedwig Brandt, sollicitante
- Julia Jentsch - Hanna Potrowski, sollicitante
- Silke Popp - Ursula Puttkamer, sollicitante
- Elisabeth von Koch - Margarete Lorenz, sollicitante
- Birgit Minichmayr - Gerda Christian, secretaresse
- Bettina Redlich - Constanze Manziarly
- Ulrich Noethen - Heinrich Himmler
- Mathias Gnädinger - Hermann Göring
- Ulrich Matthes - Joseph Goebbels
- Corinna Harfouch - Magda Goebbels
- Aline Sokar - Helga Goebbels
- Charlotte Stoiber - Hilde Goebbels
- Gregory Borlein - Helmut Goebbels
- Julia Bauer - Hedda Goebbels
- Laura Borlein - Holde Goebbels
- Amelie Menges - Heide Goebbels
- Thorsten Krohn - Ludwig Stumpfegger
- Heino Ferch - Albert Speer
- Christian Hoening - Ernst-Robert Grawitz
- Silke Nikowski - Frau Grawitz
- Leopold von Buttlar - zoon van Grawitz
- ??? - dochter van Grawitz
- Christian Berkel - Ernst-Günther Schenck
- Matthias Habich - Werner Haase
- Jelizaveta Bojarskaja - Erna Flegel
- Dietrich Hollinderbäumer - Robert von Greim
- Anna Thalbach - Hanna Reitsch
- Donevan Gunia - Peter Kranz
- Karl Kranzkowski - Wilhelm Kranz
- Ulrike Krumbiegel - Dorothee Kranz
- Jelena Zelenskaja - Inge Dombrowski
- Alexander Orlov - Leider van Hitlerjugend
- Thomas Thieme - Martin Bormann
- Thomas Kretschmann - Hermann Fegelein
- André Hennicke - Wilhelm Mohnke
- Michael Mendl - Helmuth Weidling
- Rolf Kanies - Hans Krebs
- Justus von Dohnanyi - Wilhelm Burgdorf
- Hans H. Steinberg - Karl Koller
- Dieter Mann - Wilhelm Keitel
- Christian Redl - Alfred Jodl
- Götz Otto - Otto Günsche
- Jürgen Tonkel - Erich Kempka
- Heinrich Schmieder - Rochus Misch
- Thomas Limpinsel - Heinz Linge
- Gerald Alexander Held - Walter Hewel
- Igor Bubenchikov - Franz Schädle
- Aleksandr Slastin - Wassili Iwanowitsch Tschuikow
- Devid Striesow - Tornow
- Tanja Schleiff - Russische arts
- Katerina Poladjan - Russische arts-assistente
- Michael Brandner - Hans Fritzsche
- August Schmölzer - Hans Baur
- Veit Stübner - Tellermann
- Boris Schwarzmann - Matwej Blanter
- Fabian Busch - Obersturmbannführer Stehr
- Norbert Heckner - Standesbeamter Wagner
- Bogdan Graczyk - Oberst Clausen
- Alexei Oleinikov - SS-officier Brauerei
- Igor Romanov - SS-officier Högel
- Mikhail Tryasorukov - Adjudant Müller
- Oleg Piminov - Adjudant van General Mohnke
- Sergej Evseyev - Adjudant van General Mohnke
- Oleg Popov - Adjudant van General Weidling
- Vasily Reutov - Adjudant van General Krebs
- Oliver Stritzel - Machinist Hentschel
- Oleg Khoroshilov - Henker
- Maria Semenova - Roodharige vrouw
- ??? - Blondi (onvermeld)

## Soundtrack
1. Des Führers Sekretärin
2. Prof. Schenck hält die Stellung
3. General Weidling macht Meldung
4. In Hof der Reichskanzlei
5. Eva Brauns letzter Brief
6. Marek Weber (orkest) - Blutrote Rosen
7. Peter Im Nebel
8. Albert Speers Abschied
9. Zarah Leander - Davon geht die Welt nicht unter
10. Evas Blick in den Spiegel
11. Kein schöner Land
12. Gute Nacht, Kinder
13. Die Giftkapseln
14. Der Krieg ist aus
15. Exodus
16. Verloren im Stillstand
17. Jablotschko
18. Hoffnung am Ende der Welt
19. Späte Einsicht

## Parodieën
De film heeft ook bekendheid gekregen dankzij vele parodieën die erop gemaakt zijn. De meest voorkomende parodieën op deze film zijn gebaseerd op de scène waarin Hitler een lange tirade houdt, zich realiserend dat de oorlog niet meer te winnen is. De grap van zo'n parodie is dat de maker inaccurate ondertiteling toevoegt, waardoor het lijkt alsof Hitler boos wordt over heel andere dingen. Veel voorkomende onderwerpen zijn tv-series, computerspellen en politiek.
Oliver Hirschbiegel, de regisseur van de film, heeft zich positief over dit fenomeen geuit. Hij gaf aan de parodieën erg grappig te vinden en dat ze ook goed aansluiten bij zijn intentie van de film. Hirschbiegel wilde namelijk met de film tonen dat Hitler en de andere nazi's geen monsters waren maar mensen en hun acties terug brengen naar de realiteit. Hij gaf daarbij aan dat het niet meer dan redelijk is dat mensen nu zelf mogen weten hoe ze met deze geschiedenis omgaan.

## Bronmateriaal
De film is gebaseerd op de volgende boeken:
- Joachim Fest: Der Untergang: Hitler und das Ende des Dritten Reiches
- Traudl Junge, Melissa Müller: Bis zur letzten Stunde. Hitlers Sekretärin erzählt ihr Leben

## Achtergronden
- Bruno Ganz is de derde Duits-sprekende acteur die Adolf Hitler speelt. Albin Skoda in de film Der letzte Akt uit 1955 en Armin Mueller-Stahl in de film Gespräch Mit Dem Biest uit 1996 gingen de acteur voor. Zijn opvolger is Martin Wuttke uit Inglourious Basterds.
- 43 rollen werden gebaseerd op personen die werkelijk hebben bestaan. Bij de première was enkel Rochus Misch nog in leven.
- Heinrich Schmieder, de acteur die Rochus Misch speelde, stierf in 2010, wat inhield dat de echte Misch zijn acteur overleefd heeft.
- In 1973 kwam de film Hitler: The Last Ten Days uit. De film is een Brits-Italiaanse productie en behandelt eveneens de laatste dagen van Adolf Hitler in de Führerbunker, met Sir Alec Guinness als een eerder sympathiek voorgestelde Hitler.